# Kloster Bourras
Das Kloster Bourras (Bonus radius) ist eine ehemalige Zisterzienserabtei in der Gemeinde Saint-Malo-en-Donziois im Département Nièvre, Region Bourgogne-Franche-Comté, in Frankreich. Es lag rund 26 Kilometer nordöstlich von La Charité-sur-Loire an einem Zufluss der Nièvre de Champlemy.

## Geschichte
Das Kloster wurde 1119 auf eine Stiftung von Hugues de Thil, dem Herrn von Champlemy, und seiner Frau Alix de Montenoison als erstes Tochterkloster der Primarabtei Kloster Pontigny (im gleichen Jahr, als sich die Abtei Cadouin ihm unterstellte) gegründet. Es wurde zur Begräbnisstätte verschiedener Herren von Montenoison. Am Ende des Mittelalters fiel das Kloster in Kommende. In den Religionskriegen wurde die Abtei 1568 durch die Truppen von Wolfgang von Pfalz-Zweibrücken in Brand gesetzt. 1790 zählte die Abtei nurmehr drei Mönche. In der Französischen Revolution fand sie 1791 ihr Ende.

## Bauten und Anlage
Erhalten sind das Haus des Kommendatarabts, das in ein großes Herrenhaus umgewandelt worden ist, und der landwirtschaftliche Betrieb. In der Nähe des Herrenhauses wurden drei Arkaden des Kreuzgangs aufgestellt. Basen und Kapitelle der Langhauspfeiler der Kirche sind wieder aufgefunden worden. Das Chorgitter der Abteikirche gelangte in die Pfarrkirche von Varzy.